# 最后生还者：遗落
《最后生还者：遗落》是一款於2014年發售的第三人称视角动作冒险游戏，該遊戲由顽皮狗开发、索尼互動娛樂发行。該遊戲是2013年發售的游戏《最後生還者》的资料片。該游戏的劇情分為兩段，第一段故事发生在最後生還者劇情開頭的三周前，講的是艾莉和她的好朋友莱利（Riley）在波士顿的一个死寂商場度过的时光；第二个故事講的是艾莉在科羅拉多州的一个死寂商場為治愈遇伏击重伤的乔尔而到處搜寻医疗用品。玩家在遊戲時這兩段故事交替進行。
玩家可以通過枪械、即制武器和隐身技能抵御敌人和被虫草菌感染的变异喪屍。玩家還可以通過“聆听”定位敌人的位置。该游戏还具有制作系统，允许玩家升级以及定制武器。
2013年6月《最后生还者》发布后，由於許多玩家對艾莉有興趣，頑皮狗决定開發一款以艾莉為主人公的资料片。《最后生还者：遗落》于2014年2月登陸PlayStation 3，2014年7月登陸PlayStation 4並與《最後生還者》捆绑销售。2022年9月《最后生还者：遗落》登陸PlayStation 5，2023年3月登陸Microsoft Windows。

## 劇情
乔尔在東科羅拉多州大學遭遇劫掠者伏击身负重伤後，艾莉為了拯救乔尔，在科罗拉多州一家死寂商場寻找藥品。她在一架坠毁在商場屋顶的废弃军用直升机中发现了一个急救包。艾莉之後在路上不斷遇到變異的感染者、循聲者以及劫掠者。她最終回到乔尔身边，并與喬爾一起度过寒冬。
在《最後生還者》開頭的几个月前，也就是艾莉遇见乔尔的三周前，當時艾莉正在波士顿一所军事寄宿学校唸書，此時她的的好友莱利已不辭而別离家出走一个多月，而莱利突然現身艾莉的寢室，給艾莉带来了惊喜。莱利透露自己加入了反政府組織火萤，并带艾莉探索波士頓當地的一个死寂商場。她們在死寂商場裡面玩旋转木马、街机並且在照相亭裡拍照，然后进行一场水枪大战。莱利透露，她被火萤派到另一个城市，所以她臨走時要来见艾莉最后一面。艾莉泪流满面，她希望莱利不要离开自己。莱利同意了，并扯下了她的火萤吊坠，之後艾莉亲吻了她。突然一群感染者闖入，艾莉和莱利匆忙逃離，她們在擺脫以及殺死感染者的時候被感染者咬伤。她們為了阻止自己變異曾一度考虑开枪自杀，但最终选择一起活下去。莱利最後死于感染，但艾莉发现她对感染具有免疫力。
| 汇总媒体   | 得分   |
| ---------- | ------ |
| Metacritic | 88/100 |

| 媒体           | 得分    |
| -------------- | ------- |
| 电脑与电子游戏 | 7/10    |
| 电子游戏月刊   | 8.5/10  |
| Eurogamer      | 10/10   |
| Game Informer  | 8.75/10 |
| GameSpot       | 9/10    |
| IGN            | 9/10    |
| Polygon        | 8/10    |
| VideoGamer.com | 7/10    |